# Guardians 4
Guardians 4 (ガーディアンズ 4 Gādianzu Fō?) es un Hello! Project integrado por  Aika Mitsui (líder) proveniente de Morning Musume, Yurina Kumai proveniente de Berryz Kobo, Saki Nakajima proveniente de Cute, y Risako Sugaya, también de Berryz Kobo. Este grupo se formó para interpretar música para el animé Shugo Chara!. Su primer sencillo , titulado "Omakase♪Guardian" (おまかせ♪ガーディアン  "déjaselo al guardián"), fue utilizado como el quinto opening de Shugo Chara!; mientras que su segundo sencillo, "School Days" fue usado como el sexto opening de la serie. Su tercer sencillo, "Party Time", fue usado como el primer opening de Shugo Chara! Party, mientras que su cuarto y último sencillo, "Going On!", fue utilizado como el segundo y último opening para Shugo Chara!Party. Cada sencillo hasta la fecha ha tenido también una versión realizada por Shugo Chara Egg! (que inmediatamente precedieron Guardians 4 en su canto de canciones para el espectáculo). El grupo terminó en marzo de 2010, desde que Shugo Chara!Party llegó a su final, y su última canción fue "Going On!". El 10 de marzo, en colaboración con Buono! y Shugo Chara!Eggs, se realizó un álbum titulado "Shugo Chara!Song Best", y el mismo día un DVD titulado "Shugo Chara! Clips♪Best" fue realizado con los mismos artistas.
Como Shugo Chara Egg!, los "4" miembros del grupo usaban vestuarios inspirados en el animé. En este caso, los vestuarios eran basados en los uniformes de la Academia Seiyo (la locación principal en la serie) pero con la "capa real" también usada por los "Guardianes" (el consejo estudiantil al cual el personaje principal, Hinamori Amu, "se une"), por eso el nombre de "Guardians 4". Cada miembro usaba el mismo color, que ha cambiado con cada sencillo lanzado hasta la fecha.

## Miembros
- Aika Mitsui (光井 愛佳?)  leader (Morning Musume)
- Yurina Kumai (熊井 友理奈?) (Berryz Kobo)
- Risako Sugaya (菅谷 梨沙子?) (Berryz Kobo)
- Saki Nakajima (中島 早貴?) (Cute)

## Discografía

### Singles
| # | Title                                                                   | Song List       | Release Date            |
| - | ----------------------------------------------------------------------- | --------------- | ----------------------- |
| 1 | "Omakase♪Guardian" (おまかせ♪ガーディアン "Leaving It to Me♪Guardian"?) | - Opening theme | 27 de mayo de 2009      |
| 2 | "School Days"                                                           | - Opening theme | 2 de septiembre de 2009 |
| 3 | "PARTY TIME"                                                            | - Opening theme | 18 de noviembre de 2009 |
| 4 | "Going On!"                                                             | - Opening theme | 20 de enero de 2010     |